# ابن اشیری
ابوعلی، حسن بن عبدالله بن حسن کاتب شهرت‌یافته به ابن اشیری (؟ - ۱۱۷۳م) ادیب، نویسنده، شاعر، زبان و قرائت‌شناس مغربی در سدهٔ ششم هجری بود که بیشتر در اندلس زیست.